# Reprezentacja Polski w koszykówce 3x3 na wózkach mężczyzn
Reprezentacja Polski w koszykówce 3×3 na wózkach mężczyzn – zespół sportowy reprezentujący Polskę w seniorskich rozgrywkach międzynarodowych reprezentacji narodowych w koszykówce 3×3 na wózkach.

## Udział w imprezach międzynarodowych

### Mistrzostwa świata
- 2025 – brązowy medal (Mateusz Filipski, Andrzej Macek, Dominik Mosler, Mateusz Stan)[1]

### Mistrzostwa Europy
- 2024 – srebrny medal (Mateusz Filipski, Andrzej Macek, Mateusz Stan, Marek Wesołowski)[2]